# Goslar
Goslar je město ležící uprostřed Německa v Dolním Sasku v pohoří Harz. Je okresním městem stejnojmenného okresu. Má titul "Velké samostatné město".
Historie Goslaru je úzce svázána s těžbou rud v nedalekém Rammelsbergu. Místní doly a Goslar jsou od roku 1992 součástí světového dědictví UNESCO.

## Osobnosti města
- Jindřich IV. (1050–1106), římský král a císař Svaté říše římské
- Kristián Schröder (1655–1702), císařský a královský malíř, správce a inspektor obrazárny na Pražském hradě
- Herman Mořic Saský (1696–1750), francouzsky maršál a vojenský teoretik
- Sigmar Gabriel (* 1959), německý sociálnědemokratický politik

## Partnerská města
- Arcachon, Francie, 1965
- Beroun, Česko, 1989
- Brzeg, Polsko, 2000
- Ra'anana, Izrael, 2006
- Windsor and Maidenhead, Velká Británie, 1969